# Christian Gottfried Krause
Christian Gottfried Krause, född den 17 april 1719 i Winzig, död den 4 maj 1770 i Berlin, var en tysk jurist, kompositör och musikskriftställare.
Krause föddes i en musikalisk familj. Hans far var stadsmusikant och sonen lärde sig att spela flöjt, violin, klaver och puka av honom. 
Krause studerade rättsvetenskap vid universitetet i Frankfurt an der Oder, där han bland annat var åhörare vid Alexander Gottlieb Baumgartens föreläsningar. 
Baumgartens konception av estetiken utövade stort inflytande över Krause. År 1746 kom han till Berlin.
Hans skrift Von der musikalischen Poesie (1753) markerade begynnelsen av Erste Berliner Liederschule.

## Musikaliska verk
- Gelobet sey der Herr (kantat) 1758
- Der Tod Jesu (kantat med text av Karl Wilhelm Ramler) 1758
- Oden mit Melodien 1761
- Der lustige Schulmeister (sångspel med text av Friedrich Nicolai) 1766
- Lieder der deutschen mit Melodien i fyra band 1767-8

## Litterära verk
- Lettre à Mr. le Marquis de B. sur la difference de la Musique Italienne et la musique Francaise 1748
- Von der musikalischen Poesie 1753